# Кер ла Гранд
Кер ла Гранд (фр. Koeur-la-Grande) је насеље и општина у Француској у региону Лорена, у департману Меза.
По подацима из 2011. године у општини је живело 172 становника, а густина насељености је износила 13,96 становника/km².

## Демографија
| 1962. | 1968. | 1975. | 1982. | 1990. | 2011. |
| ----- | ----- | ----- | ----- | ----- | ----- |
| 112   | 126   | 108   | 128   | 152   | 172   |